# Hoplitis fascicularia
Hoplitis fascicularia är en biart som först beskrevs av Radoszkowski 1886.  Hoplitis fascicularia ingår i släktet gnagbin, och familjen buksamlarbin. Inga underarter finns listade i Catalogue of Life.